# الجزیره، شارجه
ال جزیراه، شرجه یک منطقهٔ مسکونی در امارات متحده عربی است که در شارجه واقع شده‌است.

## خصوصیات
ال جزیراه ۱۲ متر بالاتر از سطح دریا واقع شده‌است.